# Giuseppe Casari
Giuseppe Casari (ur. 10 kwietnia 1922 w Martinengo, zm. 12 listopada 2013 w Seriate) – włoski piłkarz, jeden z najbardziej rozpoznawanych włoskich bramkarzy z lat pięćdziesiątych.
Urodził się i wychował się w prowincji Bergamo, a w 1943 debiutował w Atalancie. Sezon 1942/43 spędził w drużynie Grion Pola. Giuseppe Casari grał w takich klubach jak Atalanta B.C., SSC Napoli i Padova. Casari występował też w reprezentacji Włoch przez 3 lata. Wystąpił też na mistrzostwach świata w 1950 roku.